# Краснознаменка (Кур'їнський район)
Краснозна́менка (рос. Краснознаменка) — село (в минулому селище) у складі Кур'їнського району Алтайського краю, Росія. Адміністративний центр Краснознаменської сільської ради.
У радянські часи та станом на 2002 рік село Краснознаменка рахувалось як селище Краснознаменський.

## Населення
Населення — 926 осіб (2010; 1153 у 2002).
Національний склад (станом на 2002 рік):
- росіяни — 93 %